# فستوكة ألبية
الفستوكة الألبية (باللاتينية: Festuca alpina) نوع نباتي يتبع جنس الفستوكة من الفصيلة النجيلية.

## الموئل والانتشار
موطنها غرب أوروبا.

## الوصف النباتي
النبات عشبي معمر.

## مرادفات الاسم العلمي
- (باللاتينية: Festuca ovina subsp. alpina (Suter) Hack.)
- (باللاتينية: Festuca capillaris Wulfen)